# Білий карлик
Бі́лі ка́рлики — зорі низької світності з масами, порівняними з масою Сонця, та високими ефективними температурами. Назва білі карлики пов'язана з кольором перших відкритих представників цього класу — Сіріуса B та 40 Ерідана B. На діаграмі Герцшпрунга — Рассела вони розташовані на 10—12m нижче зір головної послідовності такого ж спектрального класу.
Радіуси білих карликів приблизно в 100 разів менші сонячного, відповідно, їх світність у ~10 000 разів менша сонячної. Густина речовини білих карликів становить 106—109 г/см³, що в мільйони разів більше за густину речовини в зорях головної послідовності. За чисельністю білі карлики становлять 3—10% зір Галактики. Однак відома лише невелика їх частина, тому що через низьку світність виявлено лише ті, відстань до яких не перевищує 200–300 пк.
За сучасними уявленнями білі карлики — кінцевий продукт еволюції нормальних зір із масами від сонячної маси до 8—10 сонячних мас. Вони утворюються після вичерпання джерел термоядерної енергії у надрах зорі та скидання оболонки.

## Історія відкриття

### Відкриття білих карликів

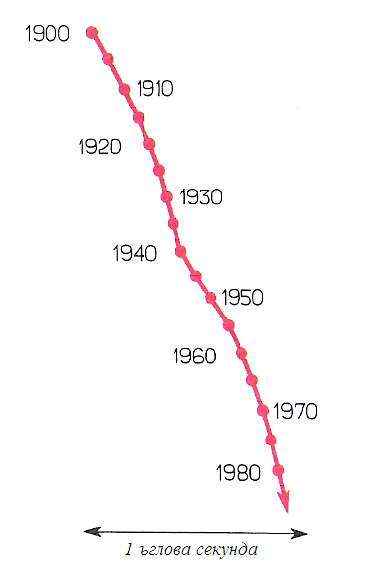
Рис. 1. Траєкторія руху Сіріуса А небесною сферою, стрілка масштабу — 1 кутова секунда

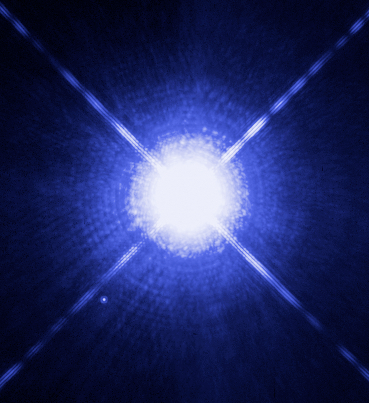
Білий карлик Сіріус B поруч із зорею Сіріус A (Сіріус B — точка у лівому нижньому квадранті)

Перший білий карлик був відкритий у потрійній зоряній системі 40 Ерідана, яка містить відносно яскраву зорю головної послідовності 40 Ерідана A, навколо якої обертається тісна подвійна система білого карлика 40 Ерідана B і червоного карлика головної послідовності 40 Ерідана С. Пару 40 Ерідана B/C відкрив Фрідріх Вільям Гершель 31 січня 1783 року. У 1910 році Генрі Норріс Рассел, Едвард Чарльз Пікерінг і Вільяміна Флемінг виявили, що, попри низьку світність, 40 Ерідана B належить до спектрального класу А, тобто, має високу температуру поверхні.
1844 року директор Кенігсберзької обсерваторії Фрідріх Бессель виявив, що Сіріус, найяскравіша на небі зоря, періодично, хоча й досить слабо, відхиляється від прямолінійної траєкторії на небесній сфері. Бессель дійшов висновку, що у Сіріуса має бути невидимий «темний» супутник, причому період обертання обох зір навколо спільного центру мас має бути близько 50 років. Повідомлення сприйняли скептично, оскільки темний супутник залишався невидимим, а його маса мала бути досить великою — порівнянною з масою Сіріуса.
У січні 1862 р. Елвін Грехем Кларк, юстуючи 18-ти дюймовий рефрактор, найбільший на той час телескоп у світі (Dearborn Telescope), поставлений родинною фірмою Кларків до Чиказької обсерваторії, виявив поряд із Сіріусом тьмяну зорю. Це був темний супутник Сіріуса, Сіріус B, як і передбачав Бессель. Температура поверхні Сіріуса B становить 25 000 К, що, з урахуванням його аномально низької світності, вказує на дуже малий радіус і, відповідно, дуже високу густину — 106 г/см³ (густина Сіріуса ~0,25 г/см³, густина Сонця ~1 г/см³). 1917 року Адріан ван Маанен відкрив наступний білий карлик — зорю ван Маанена у сузір'ї Риб.

### Парадокс густини
На початку XX століття Герцшпрунг Ейнар і Генрі Рассел відкрили залежність спектрального класу (тобто, температури) та світності зір — Діаграма Герцшпрунга — Рассела. Здавалося, що все розмаїття зір розташовано на двох ділянках цієї діаграми — головну послідовність та відгалуження червоних гігантів. Під час робіт із накопичення статистики розподілу зір за спектральними класами та світністю 1910 року Рассел звернувся до професора Е. Пікерінга. Подальші події Рассел описує так:
«Я був у свого друга … професора Е. Пікерінга з діловим візитом. Із властивою для нього добротою він запропонував взяти спектри всіх зір, котрі Хінкс і я спостерігали  з метою ... визначення їх паралаксів. Ця частина роботи, що здавалася марудною, виявилася досить плідною — вона призвела до відкриття того, що всі зорі дуже малої абсолютної величини (тобто низької світності) мають спектральний клас M (тобто дуже низьку поверхневу температуру). Я пригадую, як обговорюючи це питання, я запитав у Пікерінга про деякі інші слабкі зорі, згадав зокрема 40 Ерідана B. Поводячись характерно для нього, він одразу ж надіслав запит до офісу (Гарвардської) обсерваторії, і невдовзі було отримано відповідь (я вважаю, від місіс Флемінг), що спектр цієї зорі — A (тобто висока поверхнева температура). Навіть у ті «палеозойські» часи я знав про ці речі достатньо, щоб відразу ж усвідомити, що тут є суттєва невідповідність між тим, що ми тоді назвали б «можливими» значеннями поверхневої яскравості й густини. Я, мабуть, не приховав, що не лише здивований, а просто вражений цим винятком із правила, яке здавалося цілком нормальним для характеристики зір. Пікерінг усміхнувся до мене і сказав: «саме такі винятки й призводять до розширення наших знань» — і білі карлики увійшли у світ досліджуваного»
Здивування Рассела цілком зрозуміле: 40 Ерідана B належить до порівняно близьких зір, і за паралаксом можна досить точно визначити відстань до неї та, відповідно, світність. Світність 40 Ерідана B виявилася аномально низькою для її спектрального класу — білі карлики утворили нову ділянку на діаграмі Герцшпрунга — Рассела. Таке поєднання світності, маси й температури було незрозумілим і не знаходило пояснення у рамках стандартної моделі будови зір головної послідовності, розробленої у 1920-х роках.
Висока густина білих карликів залишалася непоясненою з погляду класичної фізики, однак знайшла пояснення у квантовій механіці після появи статистики Фермі-Дірака. 1926 року Фаулер у статті «Густа матерія» («Dense matter», Monthly Notices R. Astron. Soc. 87, 114—122) довів, що, на відміну від зір головної послідовності, для яких рівняння стану побудовано на моделі ідеального газу (стандартна модель Едінгтона), для білих карликів густина й тиск речовини визначаються властивостями виродженого електронного газу (Фермі-газу).
Наступним етапом у поясненні природи білих карликів стали праці Я. І. Френкеля та Чандрасекара. 1928 року Френкель вказав, що для білих карликів має існувати верхня межа маси, і 1930 року Чандрасекар у праці «Максимальна маса ідеального білого карлика» довів, що білі карлики з масою понад 1,4 сонячної (межа Чандрасекара) нестійкі й мають колапсувати.

## Походження білих карликів
Розв'язок Фаулера пояснив внутрішню будову білих карликів, але не пояснив механізму їх походження. У поясненні генезису білих карликів ключову роль відіграли дві ідеї: 
- думка Е. Епіка, що червоні гіганти утворюються із зір головної послідовності в результаті вигорання ядерного пального
- припущення В. Г. Фесенкова, зроблене невдовзі після Другої світової війни, що зорі головної послідовності мають втрачати масу, і така втрата маси має істотно впливати на еволюцію зір.

Ці припущення повністю підтвердилися.

### Потрійна гелієва реакція та ізотермічні ядра червоних гігантів
У процесі еволюції зір головної послідовності відбувається «вигоряння» водню — нуклеосинтез з утворенням гелію (див. цикл Бете). Таке вигоряння призводить до припинення енерговиділення у центральній частині зорі, стиснення та, відповідно, до підвищення густини й температури в її ядрі. Зростання густини та температури в зоряному ядрі призводить до умов, за яких активізується нове джерело термоядерної енергії: вигоряння гелію (потрійна гелієва реакція або потрійний альфа-процес), характерне для червоних гігантів і надгігантів.
При температурах близько 108 K кінетична енергія ядер гелію стає достатньою для подолання кулонівського бар'єру: два ядра гелію (альфа-частинки) можуть зливатися з утворенням нестабільного ізотопу берилію Be8:
He4 + He4 = Be8
Більша частина Be8 знову розпадається на дві альфа-частинки, але якщо за короткий час існування ядро Be8 зіткнеться з високоенергетичною альфа-частинкою може утворитися стабільне ядро вуглецю C12:
Be8 + He4 = C12 + 7,3 МеВ.
Попри досить низьку рівноважну концентрацію Be8 (наприклад, при температурі ~108 K відношення концентрацій [Be8]/[He4] становить ~10−10), швидкість такої потрійної гелієвої реакції виявляється достатньою для досягнення нової гідростатичної рівноваги в гарячому ядрі зорі. Енерговиділення потрійної гелієвої реакції дуже сильно залежить від температури. Так, для діапазону температур {\displaystyle T} ~1—2×108 K енерговиділення {\displaystyle \varepsilon _{3\alpha }} :
{\displaystyle \varepsilon _{3\alpha }=10^{8}\rho ^{2}Y^{3}*\left({T \over {10^{8}}}\right)^{30}}
де {\displaystyle Y} — парціальна концентрація гелію в ядрі (у випадку повного «вигоряння» водню вона близька до одиниці).
Варто, однак, зазначити, що потрійна гелієва реакція характеризується значно меншим енерговиділенням, ніж цикл Бете в перерахунку на одиницю маси: енерговиділення при «горінні» гелію більш, ніж в 10 разів нижче, ніж при «горінні» водню. У міру вигоряння гелію й вичерпання цього джерела енергії в ядрі стають можливими складніші реакції нуклеосинтезу, однак, по-перше, для таких реакцій потрібні дедалі вищі температури і, по-друге, енерговиділення на одиницю маси таких реакцій падає зі зростанням масових чисел ядер, що вступають у реакцію.
Додатковим фактором, який вочевидь впливає на еволюцію ядер червоних гігантів, є поєднання високої температурної чутливості потрійної гелієвої реакції (див. рис. 3) та реакцій синтезу важчих ядер із механізмом нейтринного охолодження: за високої температури й тиску стає можливим розсіювання фотонів на електронах з утворенням нейтрино-антинейтринних пар, які вільно виносять енергію з ядра: зоря для них майже прозора. Швидкість такого об'ємного нейтринного охолодження, на відміну від класичного поверхневого фотонного охолодження, не обмежена процесами передачі енергії з надр зорі до її фотосферу. У результаті реакцій нуклеосинтезу в ядрі зорі досягається нова рівновага, що характеризується однаковою температурою ядра: утворюється ізотермічне ядро (рис. 4).
У випадку червоних гігантів з відносно невеликою масою (близько сонячної) ізотермічні ядра складаються, в основному, з гелію, у випадку масивніших зір — з вуглецю й важчих елементів. Однак, у будь-якому випадку густина такого ізотермічного ядра настільки висока, що відстані між електронами плазми, що утворює ядро, стають сумірними з їх довжиною хвилі Де Бройля {\displaystyle \lambda =h/mv}, тобто виконуються умови виродження електронного газу. Розрахунки доводять, що густина ізотермічних ядер відповідає густині білих карликів, тобто ядрами червоних гігантів є білі карлики.

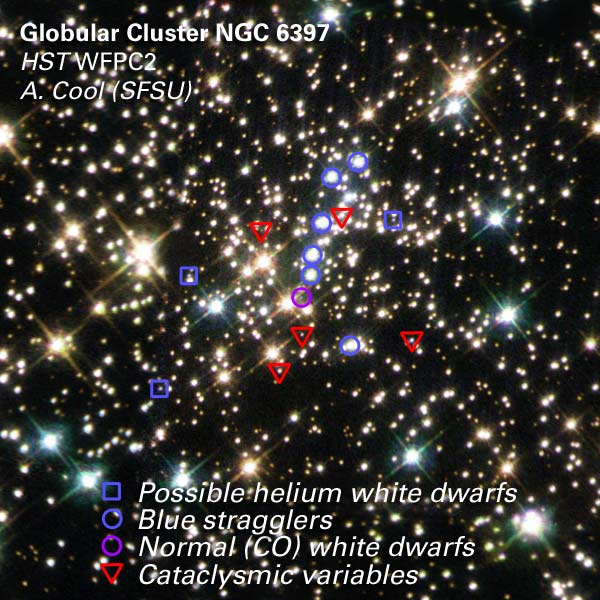
Рис. 5. Популяція білих карликів у кулястому зоряному скупченні NGC 6397. Сині квадрати — гелієві білі карлики, фіолетові кружки — «нормальні» білі карлики з високим вмістом вуглецю.

На фотографії кулястого зоряного скупчення NGC 6397 (рис. 5) ідентифікуються білі карлики обох типів: і гелієві білі карлики, що виникли при еволюції менш масивних зір, і вуглецеві білі карлики — результат еволюції зір із більшою масою.

### Втрата маси червоними гігантами й скидання ними оболонки
Ядерні реакції в червоних гігантах відбуваються не лише в ядрі: у міру вигоряння гідрогену в ядрі, нуклеосинтез гелію розповсюджується на ще багаті гідрогеном ділянки зорі, утворюючи сферичний шар на межі бідних і багатих на гідроген областей. Подібна ситуація повторюється і з потрійною гелієвою реакцією: у міру вигоряння гелію в ядрі вона також зосереджується в сферичному шарі на межі між бідними та багатими на гелій областями. Світність зір із такими «двошаровими» джерелами нуклеосинтезу значно зростає, досягаючи кількох тисяч світностей Сонця, зоря при цьому «розпухає», збільшуючи свій діаметр до розмірів земної орбіти. Зона нуклеосинтезу гелію підіймається ближче до поверхні зорі: частка маси всередині цієї зони становить ~70 % маси зорі. «Розпухання» супроводжується досить інтенсивним витоком речовини з поверхні, такі об'єкти спостерігаються як протопланетарні туманності (див. рис. 6).

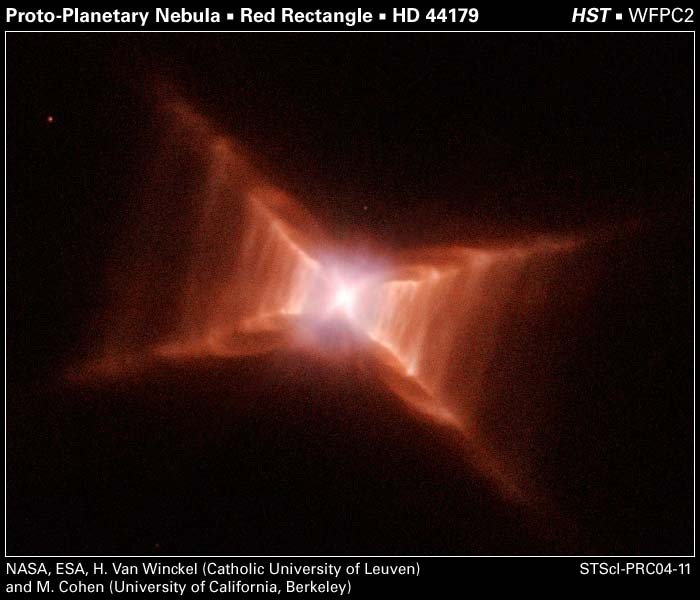
Рис. 6. Протопланетарна туманність HD 44179: асиметричний викид газопилової матерії червоним гігантом.

Такі зорі вочевидь є нестабільними й 1956 року Й. С. Шкловський запропонував механізм утворення планетарних туманностей шляхом скидання оболонок червоних гігантів, при цьому оголення ізотермічних вироджених ядер таких зір призводить до утворення білих карликів.
Точні механізми втрати маси й подальшого скидання оболонки для таких зір поки невідомі, але можна запропонувати такі фактори, що можуть призвести до втрати оболонки[джерело?]:
- У протяжних зоряних оболонках можуть розвиватися нестійкості, що призводять до сильних коливальних процесів, які супроводжуються зміною теплового режиму зорі. На рис. 6 чітко помітні хвилі густини викинутої зоряної речовини, які можуть бути наслідками таких коливань.
- Внаслідок іонізації гідрогену в шарах, що лежать нижче фотосфери, може розвинутися потужна конвективна нестійкість. Аналогічну природу має сонячна активність, однак у випадку червоних гігантів потужність конвективних потоків має значно переважати сонячну.
- Через високу світність істотним стає світловий тиск потоку випромінювання зорі на її зовнішні шари, що, за розрахунковими даними, може призвести до втрати оболонки за кілька тисяч років.

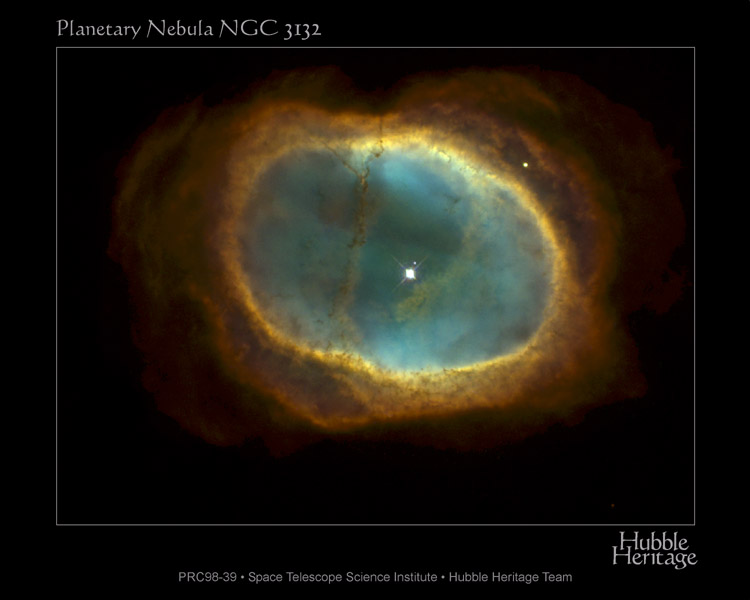
Рис. 7. Планетарна туманність NGC 3132: у центрі подвійна зоря — аналог Сіріуса.

Так чи інакше, але досить тривалий період порівняно спокійного витоку речовини з поверхні червоних гігантів завершується скиданням їх оболонок й оголенням ядра. Така скинута оболонка спостерігається як планетарна туманність (див. рис. 7). Швидкості розширення протопланетарних туманностей становлять десятки км/с, тобто близькі до значення параболічних швидкостей на поверхні червоних гігантів, що є додатковим підтвердженням їхнього утворення скиданням «надлишку маси» червоних гігантів.
Запропонований Шкловським сценарій еволюції червоних гігантів є загальновизнаним, його підкріплено даними численних спостережень.

## Фізика й властивості білих карликів
Як уже зазначалося, маса білих карликів близька до сонячної, але їх діаметр становить лише соту частку сонячного (і навіть менше), відповідно, їх об'єм у мільйони разів менший. Це означає, що густина речовини в білих карликах надзвичайно висока й становить {\displaystyle \rho \sim 10^{5}-10^{9}} г/см³. За такої густини електронні оболонки атомів руйнуються й речовина стає електронно-ядерною плазмою, причому її електронна складова є виродженим електронним газом. Тиск P такого газу підпорядковується залежності:
{\displaystyle P=K\rho ^{5/3}}
де {\displaystyle \rho } — його густина, тобто, на відміну від рівняння Клапейрона (Рівняння стану ідеального газу), для виродженого електронного газу температура до рівняння стану не входить — поки газ залишається виродженим, його тиск від температури не залежить і, відповідно, будова білих карликів теж не залежить від температури. Таким чином, для білих карликів, на відміну від зір головної послідовності й гігантів, не існує залежності маса — світність.

### Залежність маса — радіус і межа Чандрасекара

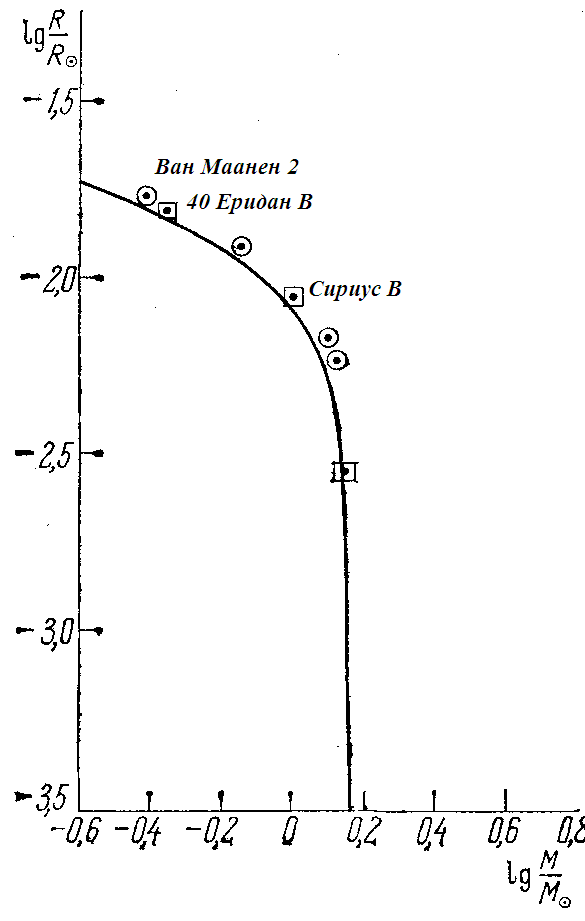
Рис. 8. Залежність маса — радіус для білих карликів. Вертикальна асимптота відповідає межі Чандрасекара.

Наведене вище рівняння стану для виродженого електронного газу, коли характерна теплова енергія мала у порівнянні з фермі-енергією ({\displaystyle kT<<E_{F}}). Внаслідок високої густини електронний газ залишається виродженим навіть за температури мільйони Кельвінів. Разом із тим, зі зростанням густини через заборону Паулі (два електрони не можуть мати однаковий квантовий стан, тобто однакову енергію й спін), енергія (тобто, швидкість) електронів зростає настільки, що починають діяти ефекти спеціальної теорії відносності — вироджений електронний газ стає релятивістським. Залежність тиску релятивістського виродженого електронного газу від густини вже інша:
{\displaystyle P=K\rho ^{4/3}}
Для такого рівняння стану виникає цікава ситуація. Середня густина білого карлика обернено пропорційна кубу його радіуса: {\displaystyle \rho \sim M/R^{3}}, де {\displaystyle M} — маса, а {\displaystyle R} — радіус білого карлика. Тоді середній тиск у ньому {\displaystyle P\sim M^{4/3}/R^{4}}, а сила тиску (яка врівноважує гравітацію) дорівнює перепаду тиску з глибиною:
{\displaystyle {P \over R}\sim {{M^{4/3}} \over {R^{5}}}}
Відповідно, гравітаційні сили, які врівноважено тиском, дорівнюють:
{\displaystyle {{\rho GM} \over {R^{2}}}\sim {{M^{2}} \over {R^{5}}}},
тобто, хоча перепад тиску й гравітаційні сили однаково залежать від радіуса ({\displaystyle \sim {\frac {1}{R^{5}}}}), але вони по різному залежать від маси — як {\displaystyle \sim M^{4/3}} і {\displaystyle \sim M^{2}} відповідно. Наслідком такого співвідношення є існування деякого значення радіусу, на якому вони врівноважуються. А оскільки гравітаційні сили залежать від маси сильніше, ніж перепад тиску, то зі збільшенням маси білого карлика його радіус зменшується (див. рис. 8). Іншим наслідком є те, що коли маса перевищує деяку межу, то сили газового тиску вже не в змозі врівноважувати гравітацію й зоря сколапсує.
Таким чином, для білих карликів існує верхня межа маси. Вона має назву межі Чандрасекара. Цікаво, що для білих карликів, які спостерігаються в природі, існує й нижня межа: оскільки швидкість еволюції зір пропорційна їх масі, то ми можемо спостерігати лише такі білі карлики, що є залишками зір, які встигли проеволюціонувати від початку зореутворення у Всесвіті дотепер.

### Особливості спектрів
Спектри білих карликів дуже відрізняються від спектрів зір головної послідовності та гігантів. Головна їх особливість — невелика кількість дуже розширених ліній поглинання, а деякі білі карлики (спектральний клас DC) взагалі не містять помітних ліній поглинання. Мала кількість ліній поглинання в спектрах зір цього класу пояснюється дуже значним розширенням ліній: тільки найсильніші лінії поглинання мають достатню глибину, щоб розширюючись залишатися помітними. Слабкі лінії, через їх малу глибину, практично зникають на тлі неперервного спектру.
Особливості спектрів білих карликів пояснюються кількома факторами. По-перше, через високу густину білих карликів прискорення вільного падіння на їх поверхні становить ~108 см/с2, що, у свою чергу, призводить до малої товщини їх фотосфер, величезної густини й тиску в них і розширення ліній поглинання. Іншим наслідком потужного гравітаційного поля на поверхні є гравітаційний червоний зсув ліній у їх спектрах, еквівалентний швидкості у кілька десятків км/с. По-друге, у деяких білих карликів, що мають потужні магнітні поля, спостерігається сильна поляризація випромінювання й розщеплення спектральних ліній внаслідок ефекту Зеемана.

## Класифікація білих карликів
Білі карлики поділяють на такі типи:
- DA — у спектрі є лінії водню та немає ліній гелію. До цього типу належить ~75% білих карликів, вони зустрічаються в усьому діапазоні температур;
- DB — лінії іонізованого гелію сильні, ліній водню немає. Гелію в 10 разів більше, температури — понад 12 000°K;
- DC — неперервний спектр, немає ліній поглинання з інтенсивністю менш як 90% від інтенсивності неперервного спектру, температура — до 10 000°K;
- DF — є лінії кальцію, немає ліній водню;
- DG — є лінії кальцію, заліза, немає ліній водню;
- DO — лінії іонізованого гелію сильні, є лінії нейтрального гелію чи (або) водню. Це найгарячіші білі карлики, їх температури досягають 50 000°K

## Астрономічні феномени з білими карликами

### Рентгенівське випромінювання білих карликів
Температура поверхні молодих білих карликів — ізотермічних ядер зір одразу після скидання оболонок, дуже висока — понад 2×105 K, однак досить швидко падає завдяки нейтринному охолодженню та випромінюванню з поверхні. Такі дуже молоді білі карлики спостерігаються в рентгенівському діапазоні (наприклад, спостереження білого карлика HZ 43 супутником ROSAT).
Температура поверхні найгарячіших білих карликів — 7×104 K, найхолодніших — ~5×103 K.
Особливістю випромінювання білих карликів у рентгенівському діапазоні є те, що основним джерелом рентгенівського випромінювання в них є фотосфера, що дуже відрізняє їх від «нормальних» зір: в останніх у рентгені випромінює корона, розігріта до кількох мільйонів Кельвінів, а температура фотосфери надто низька для утворення рентгенівського випромінювання.
За відсутності акреції джерелом світності білих карликів є запас теплової енергії в їх надрах, тому їх світність залежить від віку. Кількісну теорію охолодження білих карликів побудував наприкінці 1940-х рр. С. А. Каплан[джерело?].

### Акреція на білі карлики в подвійних системах

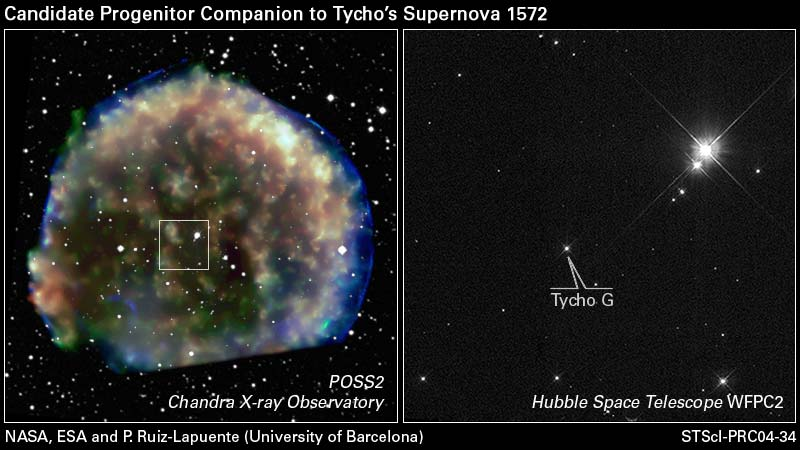
Рис. 10. Ліворуч — зображення в рентгенівському діапазоні залишків наднової SN 1572 типу Ia, що спостерігалася Тихо Браге 1572 р.. Праворуч — фотографія в оптичному діапазоні, на якій позначено колишнього білого карлика, який вибухнув, разом із його зорею-компаньоном

- Нестаціонарна акреція на білі карлики у разі, коли супутником є масивний червоний карлик, призводить до утворення карликових нових (зір типу U Gem (UG)) або новоподібних змінних зір.
- Акреція на білі карлики, що мають потужне магнітне поле, спрямовується на ділянки магнітних полюсів білого карлика, і циклотронний механізм випромінювання акреціюючої плазми в навколополярних областях викликає значну поляризацію випромінювання у видимій ділянці спектру (поляри та проміжні поляри).
- Акреція на білі карлики багатої на гідроген речовини призводить до накопичення гідрогену на поверхні (яка складається переважно з гелію) і розігрівання до температур, коли розпочинаються реакції водневого циклу. У разі розвитку теплової нестійкості, це призводить до вибуху, що спостерігається як спалах нової зорі.
- Досить тривала та інтенсивна акреція на масивний білий карлик може призвести до перевищення ним межі Чандрасекара й гравітаційного колапсу, що спостерігається як спалах наднової типу Ia (див. рис. 10).

## Подальша доля
Білий карлик є стабільним після того, як він сформувався, і продовжуватиме охолоджуватися майже нескінченно, щоб зрештою стати чорним карликом. Якщо припустити, що Всесвіт продовжує розширюватися, вважається, що через 1019–1020 років галактики випаруються, оскільки їхні зорі втечуть у міжгалактичний простір:§IIIA. Білі карлики, як правило, повинні пережити розсіювання галактик, хоча випадкові зіткнення між білими карликами можуть породити нову зорю, що зливається, або білого карлика масою понад межу Чандрасекара, який вибухне надновою типу Ia:§§IIIC, IV. Вважається, що подальша тривалість життя білих карликів приблизно дорівнює гіпотетичній тривалості життя протона, яка, як відомо, становить принаймні 1034–1035 років. Деякі теорії великого об’єднання передбачають тривалість життя протона між 1030 і 1036 роками. Якщо ці теорії невірні, протон все ще може розпадатися в результаті складних ядерних реакцій або через квантові гравітаційні процеси, що включають віртуальні чорні діри; у цих випадках тривалість життя становить не більше 10200 років. Якщо протони все ж розпадуться, маса білого карлика зменшуватиметься дуже повільно з часом у міру розпаду його ядер, поки він не втратить достатньо маси, щоб стати невиродженою грудкою матерії, і, нарешті, повністю зникне:§IV.
Білий карлик також може бути поглинений або випаруваний зорею-супутником, у результаті чого білий карлик втратить таку масу, що стане об’єктом планетарної маси. Отриманий об’єкт, що обертається навколо свого колишнього супутника, а тепер головної зорі, може бути гелієвою або вуглецевою планетою.

## Диски і планети
Зоряна і планетна система білого карлика успадкована від його зорі-пращура і може взаємодіяти з білим карликом різними способами. Є кілька ознак того, що білий карлик має залишкову планетну систему.
Найпоширенішим спостережуваним свідченням залишкової планетарної системи є забруднення спектру білого карлика металічними лініями поглинання. 27–50% білих карликів показують спектр, забруднений металами, але ці важкі елементи осідають в атмосфері білих карликів, холоднішої за 20 000 K. Найбільш широко прийнята гіпотеза полягає в тому, що це забруднення походить від кам'янистих тіл, які припливно зруйновані. Перше спостереження забрудненого металами білого карлика провів ван Маанен у 1917 році в обсерваторії Маунт-Вілсон, і зараз це визнано першим доказом існування екзопланет в астрономії. В атмосфері білого карлика ван Маанен 2 видно залізо, кальцій і магній, але ван Маанен неправильно класифікував його як найслабшу зорю F-типу на основі H- і K-ліній кальцію. В атмосфері білих карликів виявлено такі важкі елементи: Ca, Mg, Fe, Na, Si, Cr, C, O, Al?, Sc, Ti, V, Mn, Co, Ni, Cu, Sr, S, P, N, Li, K, Be. Вважається, що азот у білих карликах походить із азотно-льодових об’єктів позасонячних об’єктів пояса Койпера, літій – із нарощеного матеріалу кори, а берилій – із екзомісяців.
Менш поширеним спостережуваним доказом є надлишок інфрачервоного випромінювання через плоский і оптично товстий диск уламків, який трапляється приблизно у 1–4% білих карликів. Перший білий карлик із надлишком випромінювання в ближньому інфрачервоному діапазоні навколо Giclas 29-38 виявили Цукерман і Беклін у 1987 році. Пізніше його підтверджено як уламковий диск. Білі карлики, гарячіші за 27 000 K, сублімують весь пил, що утворюється в результаті приливного руйнування скелястого тіла, запобігаючи утворенню диска уламків. У холодніших білих карликів скелясте тіло може бути припливно зруйноване поблизу радіуса Роша та вийти на кругову орбіту за внаслідок опору Пойнтінга–Робертсона, який сильніший для менш масивних білих карликів. Ефект Пойнтінга–Робертсона також призводитиме до того, що пил буде наближатися до білого карлика, поки врешті-решт він не сублімується, а диск зникне. Тривалість життя уламкового диска має становити кілька мільйонів років для білих карликів із температурою вище 10 000 K. У холодніших білі карликів диск може існувати кількадесят мільйонів років, цього часу достатньо, щоб припливно зруйнувати друге кам’яне тіло й утворити другий диск навколо білого карлика. Наприклад, два кільця навколо LSPM J0207+3331.
Найменш поширеними спостережуваними доказами існування планетних систем є виявлені великі чи малі планети. Навколо білих карликів відомо лише кілька планет-гігантів і декілька малих планет. Це зростаючий список із відкриттями близько 6 екзопланет, які очікуються за допомогою Gaia та 4 екзопланет за допомогою JWST.
Інфрачервоні спектроскопічні спостереження центральної зорі туманності Равлик, зроблені космічним телескопом Спітцер, свідчать про наявність хмари пилу, яка може бути спричинена зіткненнями комет. Цілком можливо, що акреція цієї речовини може спричинити рентгенівське випромінювання центральної зорі. Подібним чином спостереження, проведені в 2004 році, показали наявність пилової хмари навколо молодого білого карлика G29-38 (за оцінками, він утворилася зі свого попередника AGB близько 500 мільйонів років тому), яка, можливо, утворилася припливним зривом комети, що пролітала поблизу білого карлика. Деякі оцінки, засновані на вмісті металів в атмосферах білих карликів, вважають, що принаймні навколо 15% із них можуть обертатися планети чи астероїди або принаймні їхні уламки. Інша запропонована ідея полягає в тому, що навколо білих карликів можуть обертатися оголені ядра кам’янистих планет, які пережили фазу червоного гіганта своєї зорі, але втратили свої зовнішні шари. Враховуючи, що залишки цих планет, ймовірно, складалися з металів, щоб виявити їх, шукають ознаки їхньої взаємодії з магнітним полем білого карлика. Інші запропоновані ідеї про те, як білі карлики забруднюються пилом, включають руйнування астероїдів планетами або зіткнення між планетами. Втеча екзомісяців від свої екзопланет також може спричинити забруднення білих карликів пилом. Або звільнення може спричинити розсіювання астероїдів у бік білого карлика, або екзомісяць може бути зруйнований на радіусі Роша білого карлика. Механізм забруднення білих карликів у подвійних системах також досліджувався, оскільки ці системи, швидше за все, не мають великої планети, але ця ідея не може пояснити наявність пилу навколо окремих білих карликів. У той час як старі білі карлики демонструють ознаки накопичення пилу, білих карликів віком більше ~1 мільярда років або >7000 K із пиловим надлишком інфрачервоного випромінювання не було виявлено до відкриття LSPM J0207+3331 у 2018 році, який має вік охолодження ~ 3 мільярди років. Білий карлик показує два пилові компоненти, які пояснюються двома кільцями з різними температурами.
Багатий на метали білий карлик WD 1145+017 став першим білим карликом, спостережуваним із малою планетою, що розпадається, яка проходить через зорю. Розпад планетезималі породжує хмару уламків, яка проходить перед зорею кожні 4,5 годин, викликаючи 5-хвилинне згасання оптичної яскравості зорі. Глибина проходження дуже мінлива.
Гігантська планета WD J0914+1914b випаровується у потужному ультрафіолетовому випромінюванні гарячого білого карлика. Частина випареного матеріалу накопичується в газовому диску навколо білого карлика. Слабка лінія водню, а також інші лінії в спектрі білого карлика виявили наявність планети-гіганта.
Білий карлик WD 0145+234 показує яскравість у середньому інфрачервоному діапазоні, що видно на даних NEOWISE. Пояснення не спостерігається раніше 2018 року. Це інтерпретується як приливний зрив екзоастероїда, і така подія спостерігалася вперше.
WD 1856+534 — перша і єдина велика планета, що проходить навколо білого карлика (станом на 2022 рік).

## Придатність для життя
Припускається, що білі карлики з температурою поверхні менше 10 000 кельвінів можуть містити зону, придатну для життя, яка перебуває на відстані від 0,005 до 0,02 а.о. і може існувати понад 3 мільярди років. Це настільки близько, що будь-які придатні для життя планети були б припливними силами переведені в стан синхронного обертання. Робляться спроби пошуку періодичних зменшень яскравості білих карликів під час транзитів планет, які могли мігрувати до білого карлика або утворитися біля нього. Оскільки білий карлик має розмір того ж порядку, що й планета, такі проходження мають призводити до сильних зменшень яскравості. Сучасні дослідження ставлять сумнів можливість життя на планетах біля білих карликів, бо на таких близьких орбітах сильні приливні сили можуть викликати парниковий ефект і зробити планети непридатними для життя. Іншою проблемою є походження цих планет. Залишаючи осторонь утворення акреційного диска, що оточує білий карлик, існує два способи, як планета може опинитися на близькій орбіті навколо зорі такого типу: бути поглинутою зорею на стадії червоного гіганта, по мігрувати далі вглиб зорі і дожити до її перетворення на білий карлик або ж мігрувати ближче до зорі вже після формування білого карлика. Перший випадок неправдоподібний для тіл з малою масою, оскільки вони навряд чи проіснують достатньо довго після поглинання зорею. У другому випадку планети мали б відчувати сильну приливну взаємодію з білим карликом і виділити таку велику частку орбітальної енергії у вигляді тепла, що вони, ймовірно, нагрілись би до занадто високих температур і залишились би непридатними для життя.

## Найближчі білі карлики
Білі карлики в межах 25 світлових років:
| Ідентифікатор | Номер WD | Відстань (св. р.) | Тип  | Абс. зор. величина | Маса (M☉) | Світність (L☉) | Вік (млрд. р.) | Об'єкти в системі |
| ------------- | -------- | ----------------- | ---- | ------------------ | --------- | -------------- | -------------- | ----------------- |
| Сіріус Б      | 0642–166 | 8.66              | DA   | 11.18              | 0,98      | 0,0295         | 0,10           | 2                 |
| Проціон Б     | 0736+053 | 11.46             | DQZ  | 13.20              | 0,63      | 0,00049        | 1.37           | 2                 |
| Ван Маанен 2  | 0046+051 | 14.07             | ДЗ   | 14.09              | 0,68      | 0,00017        | 3.30           | 1                 |
| LP 145-141    | 1142–645 | 15.12             | DQ   | 12.77              | 0,61      | 0,00054        | 1.29           | 1                 |
| 40 Ерідані Б  | 0413-077 | 16.39             | DA   | 11.27              | 0,59      | 0,0141         | 0,12           | 3                 |
| Штайн 2051 Б  | 0426+588 | 17,99             | DC   | 13.43              | 0,69      | 0,00030        | 2.02           | 2                 |
| G 240-72      | 1748+708 | 20.26             | DQ   | 15.23              | 0,81      | 0,000085       | 5.69           | 1                 |
| Глізе 223.2   | 0552–041 | 21.01             | ДЗ   | 15.29              | 0,82      | 0,000062       | 7,89           | 1                 |
| Gliese 3991 B | 1708+437 | 24.23             | D? ? | >15                | 0,5       | <0,000086      | >6             | 2                 |